# علاجات السرطان التكاملية
علاجات السرطان التكاملية (بالإنجليزية: Integrative Cancer Therapies)‏ هي مجلة طبية مُحكمة، أُسست عام 2022، تنشرها دار سيج للنشر، ويتولى كيث آي بلوك منصب رئيس التحرير. تُركز على الطب التكميلي والبديل والتكاملي في رعاية وعلاج مرضى السرطان. تتناول المجلة علاجات مثل الأنظمة الغذائية وتعديلات نمط الحياة، بالإضافة إلى اللقاحات التجريبية والعلاج الكيميائي.
نالت دراسة نُشرت في عدد آذار 2006، تحت عنوان "دقة التشخيص باستخدام حاسة الشم لدى الكلاب في الكشف عن سرطانات الرئة والثدي في المراحل المبكرة والمتأخرة" للباحث ماكولوك وزملائه، باهتمام واسع من وسائل الإعلام. حيثُ قدّمت الدراسة دليلًا على أن الكلاب قادرة على التمييز بين المرضى المُصابين بسرطانات الرئة والثدي في المراحل المبكرة والمتأخرة وبين الأفراد الأصحاء من خلال حاسة الشم.